# Die Hegge

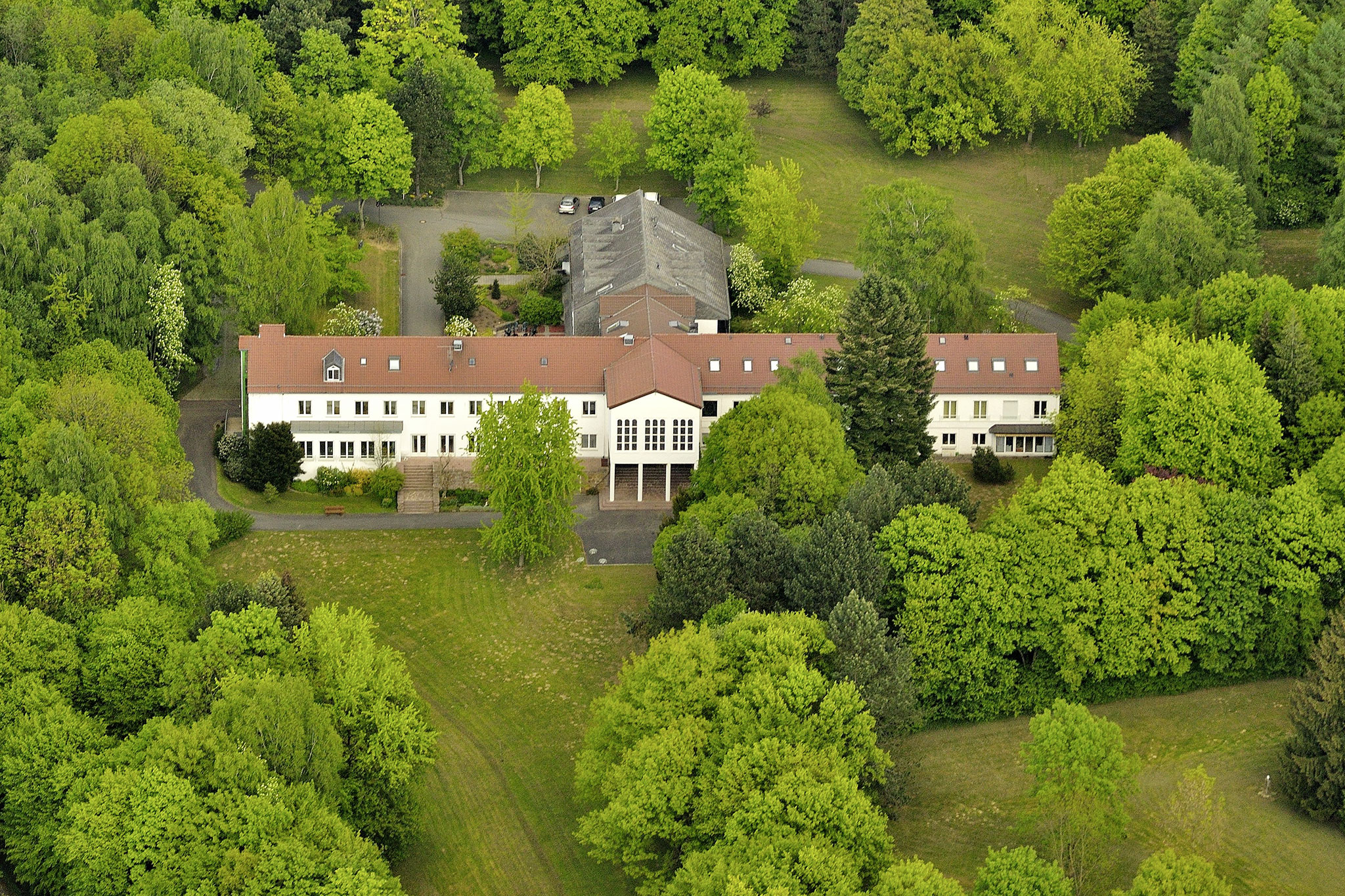
Luftansicht des Hauptgebäudes des Christl. Bildungswerks "Die Hegge" und eines Teils des Parks

Die Hegge in Niesen, einem Stadtteil von Willebadessen im Kreis Höxter, ist eine überkonfessionelle Tagungsstätte für Erwachsenenbildung in Nordrhein-Westfalen, die 1945 von einer kleinen katholischen Frauenkommunität im Erzbistum Paderborn gegründet wurde.

## Geschichte
Im November 1945 wurde das Christliche Bildungswerk der Hegge von Theoderich Kampmann (1899–1983) und dem Gründerkreis der Hegge-Gemeinschaft ins Leben gerufen. Die ursprüngliche Aufgabe war die Schulung von Religionslehrern, die während der NS-Zeit keinen Zugang zu religionspädagogischer Ausbildung gehabt hatten.

## Gegenwart
Unter dem Motto „Bildung macht mündig“ bietet die Hegge Tagungen, Seminare und Bildungswochen aus den Bereichen Theologie und Kirche, Literatur und Kunst, Recht und Medizin, Gesellschaft und Politik an. Regelmäßig werden Arbeitskreise für bestimmte Berufsgruppen, wie zum Beispiel Ärzte, Juristen, Künstler, Theologen, Pädagogen, angeboten.
Ein Team von sechs pädagogischen Mitarbeiterinnen und Mitarbeitern unter der Leitung der Oberin Lic. Theol. Dorothee Mann organisiert im Jahr etwa 50 Tagungen und Studienreisen. Das Bildungswerk finanziert sich vorwiegend aus Teilnehmerbeiträgen, Zuschüssen Dritter wie zum Beispiel des Landes Nordrhein-Westfalen und der Bundeszentrale für politische Bildung, sowie aus Spenden.
Das Bildungswerk hat die folgenden Zertifizierungen:
- Gütesiegel Weiterbildung
- Faires Bildungshaus
- Prädikat Wertvoll des Vereins Landesarbeitsgemeinschaft für Katholische Erwachsenen- und Familienbildung in Nordrhein-Westfalen
- Gütesiegel  Bildung für nachhaltige Entwicklung (BNE)[1]

## Haus und Garten
In dem 1951 erbauten und mehrfach erweiterten und renovierten Haus können bis zu 45 Personen in Einzel- und Doppelzimmern untergebracht werden. Das Haus verfügt über zwei Vortragsräume mit Tagungstechnik, zwei Speiseräume und eine Großküche. Umgeben ist das Gebäude von einer 8,5 Hektar großen Parkanlage.
Der Name „Hegge“, d. h. das „Umhegte“ oder die „Höhe“, leitet sich ab von dem Flurnamen einer kleinen Anhöhe im Kreis Höxter (zwischen Eggegebirge und Weserbergland), auf dem das Bildungswerk errichtet wurde.